# Нова Гора (Кршко)
Нова Гора (словен. Nova Gora) је насељено место у општини Кршко, Посавска регија, Словенија.

## Историја
До територијалне реорганизације у Словенији била је у саставу старе општине Кршко.

## Становништво
У попису становништва из 2011. године, Нова Гора је имала 62 становника.
| Број становника према пописима | Број становника према пописима | Број становника према пописима |
| ------------------------------ | ------------------------------ | ------------------------------ |
| 1991                           | 2002                           | 2011                           |
| 49                             | 47                             | 62                             |